# São Pedro do Turvo (ort)
São Pedro do Turvo är en ort i Brasilien.   Den ligger i kommunen São Pedro do Turvo och delstaten São Paulo, i den södra delen av landet, 800 km söder om huvudstaden Brasília. São Pedro do Turvo ligger 459 meter över havet och antalet invånare är 7 208.
Terrängen runt São Pedro do Turvo är huvudsakligen platt. São Pedro do Turvo ligger nere i en dal. Runt São Pedro do Turvo är det ganska glesbefolkat, med 28 invånare per kvadratkilometer..
Trakten runt São Pedro do Turvo består i huvudsak av gräsmarker.